# Brama Wolińska w Goleniowie
Brama Wolińska w Goleniowie – najcenniejszy zabytek miasta Goleniowa, zbudowana w XV wieku jako jedna z czterech bram strzegących miasta (Brama Szczecińska, Brama Stargardzka, Brama Młyńska). Pierwotnie strażnica obronna z kamieni narzutowych (II połowa XIII w.), w kolejnych stuleciach (XIV, XV w.) nadbudowana ceglaną wieżą. To budynek pięciokondygnacyjny, typowa budowla obronna (taką funkcję pełniła do XVIII wieku). Na jednej z wieżyczek będącej zakończeniem muru przy Bramie Wolińskiej widnieją dwa herby Goleniowa – historyczny (z rzeką, łodzią, drzewem i Gryfem) oraz obecny (z dwoma półksiężycami i czterema gwiazdami). Ocalała jako jedyna z bram.
Reprezentuje typ bramy szczytowej. Zachowana w niezmienionej formie od XV w. Zbudowana w 1/4 z kamienia i z 3/4 z cegły. Ściany szczytowe mają odmienne rozwiązania architektoniczne, zewnętrzna – obronną, wewnętrzna – estetyczną. Wysokość bramy wynosi 26 m (ze sterczyną 29,85 m), natomiast otworu bramowego – 5,25 m, jego szerokość 4,85 m, a długość przejazdu – 10,5 m.
Brama została odrestaurowana w latach 1971-1972 z przeznaczeniem na Muzeum Ziemi Goleniowskiej. Po ukończeniu prac stała się siedzibą obecnego Goleniowskiego Domu Kultury. W dawnym przejściu, po jego zabudowie w latach 2002-2003, powstało Centrum Informacji Turystycznej.